# Micropotamogale
Micropotamogale är ett släkte i familjen tanrekar med två arter som förekommer i Afrika.
Arterna är:
- Micropotamogale lamottei lever i några från varandra skilda områden i Guinea, Liberia och Elfenbenskusten, arten listas av IUCN som starkt hotat (EN).
- Micropotamogale ruwenzorii hittas i östra Kongo-Kinshasa, Rwanda och möjligen Uganda, den listas som nära hotad (NT).

## Utseende
Dessa tanrekar påminner i viss mån om uttrar, de har en strömlinjeformig kropp och en avplattad nos. Pälsen bildas av tät underull samt grova täckhår. Pälsens färg på ovansidan är mörkbrun och vid buken grå. Svansen är hos Micropotamogale ruwenzorii något avplattad och används när djuret simmar. Dessutom har arten simhud mellan tårna. Micropotamogale lamottei saknar simhud och har en mera rund svans. Micropotamogale är mindre än utternäbbmusen och skiljer sig däremot från denna art i detaljer av tändernas och inre örats konstruktion.
Kroppslängden (huvud och bål) ligger mellan 12 och 20 cm, svanslängden är 10 till 15 cm och vikten är omkring 135 gram. Hos honor av Micropotamogale lamottei registrerades fyra par spenar.

## Ekologi
Arterna vistas nära vattendrag i bergstrakter som är täckta av skogar. De är främst aktiva på natten och gräver bon vid strandlinjen som fodras med växtdelar. Micropotamogale jagar i vattnet och på land och ibland är deras byten nästan lika stor som de själva. Födan utgörs av daggmaskar, små fiskar, kräftdjur, vattenlevande insekter och grodor.
Fortplantningssättet är nästan helt outrett. En fångad hona hade fyra embryon.